# Вербівська сільська рада (Коропський район)
Вербівська сільська́ ра́да — адміністративно-територіальна одиниця та орган місцевого самоврядування в Коропському районі Чернігівської області. Адміністративний центр — село Верба.

## Загальні відомості
- Територія ради: 83,379 км²
- Населення ради: 1 154 особи (станом на 2001 рік)

Вербівська сільська рада зареєстрована 1918 року. Стала однією з 25-ти сільських рад Коропського району.
На території сільради діє Вербівська ЗОШ І-ІІІ ст. та Вербівський ДНЗ.

## Населені пункти
Сільській раді були підпорядковані населені пункти:
- с. Верба (884 особи)
- с. Осьмаки (270 осіб)

## Склад ради
Рада складалася з 14 депутатів та голови.
- Голова ради: Старовойт Ганна Яківна
- Секретар ради: Остапенко Микола Феодосійович

### Керівний склад попередніх скликань
| Прізвище, ім'я, по батькові | Основні відомості                                                         | Дата обрання | Дата звільнення |
| --------------------------- | ------------------------------------------------------------------------- | ------------ | --------------- |
| Старовойт Ганна Яківна      | Сільський голова, 1959 року народження, освіта вища, член Народної партії | 26.03.2006   | 31.10.2010      |
| Старовойт Ганна Яківна      | Сільський голова, 1959 року народження, освіта вища, член Народної партії | 31.10.2010   |                 |

Примітка: таблиця складена за даними сайту Верховної Ради України

### Депутати
За результатами місцевих виборів 2010 року депутатами ради стали:

#### За суб'єктами висування
| Суб'єкт висування | Кількість обраних депутатів | %    |
| ----------------- | --------------------------- | ---- |
| Партія регіонів   | 7                           | 50   |
| Самовисування     | 5                           | 35,7 |
| Народна партія    | 2                           | 14,3 |

#### За округами
| № округу        | Прізвище, ім'я, по батькові   | Дата визнання обраним | Освіта             | Партійна приналежність                        | Відомості про обраного депутата                       |
| --------------- | ----------------------------- | --------------------- | ------------------ | --------------------------------------------- | ----------------------------------------------------- |
| Народна Партія  |                               |                       |                    |                                               |                                                       |
| 2               | Войтенко Валентина Миколаївна | 02.11.2010            | середня спеціальна | член Народної партії                          | Вербівська загальноосвітня школа, вчитель             |
| 12              | Дорошенко Тамара Петрівна     | 02.11.2010            | середня            | член Народної партії                          | домогосподарка                                        |
| Партія регіонів |                               |                       |                    |                                               |                                                       |
| 3               | Гнип Володимир Михайлович     | 02.11.2010            | середня спеціальна | член Партії регіонів                          | Понорницьке лісництво, майстер                        |
| 4               | Гнип В'ячеслав Володимирович  | 02.11.2010            | середня спеціальна | член Партії регіонів                          | Вербівська сільська рада, землевпорядник              |
| 5               | Галюга Андрій Віталійович     | 02.11.2010            | вища               | член Партії регіонів                          | Чернігівське РЕМ, електрик                            |
| 6               | Залозний Віктор Васильович    | 02.11.2010            | середня спеціальна | член Партії регіонів                          | Новгород-Сіверський сирзавод, приймальник молока      |
| 9               | Жолоб Наталія Петрівна        | 02.11.2010            | середня            | член Партії регіонів                          | Новгород-Сіверський сирзавод, приймальник молока      |
| 11              | Остапенко Микола Феодосійович | 02.11.2010            | вища               | член Партії регіонів                          | Вербівська сільська рада, секретар                    |
| 13              | Кот Ігор Федорович            | 02.11.2010            | вища               | член Партії регіонів                          | тимчасово не працює                                   |
| Самовисування   |                               |                       |                    |                                               |                                                       |
| 1               | Науменко Анатолій Миколайович | 02.11.2010            | вища               | член Української Народної Партії              | Вербівська загальноосвітня школа, вчитель             |
| 7               | Пушкар Андрій Миколайович     | 02.11.2010            | середня спеціальна | член Всеукраїнського об'єднання «Батьківщина» | Вербівська загальноосвітня школа, педагог організатор |
| 8               | Ігнатенко Олена Дмитрівна     | 02.11.2010            | середня спеціальна | член Української Народної Партії              | Вербівська загальноосвітня школа, бібліотекар         |
| 10              | Дорошенко Микола Олексійович  | 02.11.2010            | середня            | позапартійний                                 | ТОВ «Бересна», водій                                  |
| 14              | Маклюра Валентина Миколаївна  | 02.11.2010            | середня            | позапартійна                                  | Вербівська сільська бібліотека, завідувачка           |